# Таміка ефіопська
Та́міка ефіопська (Cisticola nana) — вид горобцеподібних птахів родини тамікових (Cisticolidae). Мешкає в Східній Африці.

## Поширення і екологія
Ефіопські таміки поширені в Ефіопії, Кенії , Танзанії, Сомалі і Південному Судані. Вони живуть в сухих саванах, чагарникових заростях і на сухих луках.